# Hohokam Pima nationalmonument

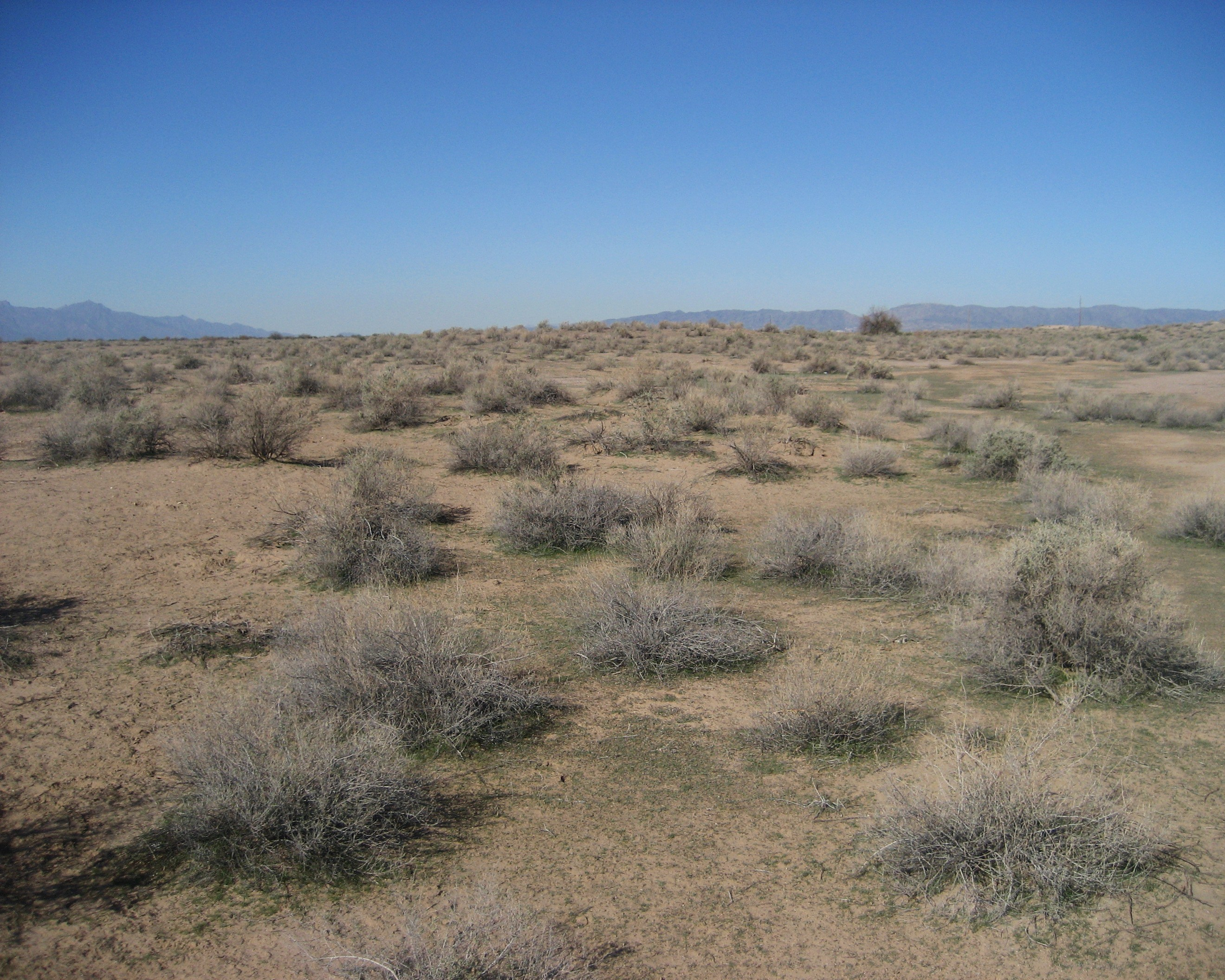
Snaketown utgrävningar.

Hohokam Pima nationalmonument ligger i delstaten Arizona i USA. Grundades 1972 för att skydda resterna av en by som bebotts av Hohokam-indianer.